# Barre (Vermont)
Barre (/ˈbæri/) è un comune degli Stati Uniti d'America, nella contea di Washington, nello Stato del Vermont. Nel 2000 la popolazione era di 9 291 persone, passata ad 8 905 nel 2007. È collegata con la capitale dello Stato, Montpelier, tramite la Route 302 e la Interstate 89. Barre è la terza città del Vermont per numero di abitanti (dopo Burlington e Rutland) e la più popolosa della sua contea.
Barre è stata città di emigrazione di molti scalpellini di Sant'Ambrogio di Valpolicella (VR), del Comune di Viggiù (VA) e Carrara. Sandra Maria Cane (detta Sandy), sindaco di Viggiù nel 2009 ha sottoscritto un gemellaggio tra le due cittadine.
La storia di alcuni emigranti è stata raccontata nel documentario Fiume di pietra, realizzato nel 2013 e trasmesso in prima visione televisiva da Rai5 il 17 aprile 2015.
Qui nacquero il pugile Young Firpo e l'artista Miranda July.

## Storia
Barre si è autoproclamata "Centro internazionale del granito". Infatti la città fu fondata inizialmente in seguito al rinvenimento di un vasto deposito di granito presso Millstone Hill; la fama di questo deposito di granito, lungo 6,4 km, largo 3,2 km, profondo 16 km, si diffuse presto in Europa e Canada. Un gran numero di persone, provenienti da Italia, Scozia, Spagna, Scandinavia, Grecia, Libano e Canada, si trasferirono a Barre, la cui popolazione passò dalle 2 060 unità del 1880 alle 6 790 del 1890, fino a 10 000 nel 1894.

## Geografia e clima
Secondo l'United States Census Bureau, la città ha una superficie totale di 4 miglia quadrate (10,4 km²), senza la presenza di superfici acquatiche. Barre è attraversato dal fiume Stevens Branch e Jail Branch River, tributari del fiume Winooski.
La città è servita dall'Interstate 89, U.S. Route 302, Vermont Route 14 e Vermont Route 62. Confina con la città di Berlin ad ovest, ma è circondata dalla città separata di Barre.

## Società

### Evoluzione demografica
Secondo il censimento del 2000, ci sono 9 291 persone, 4 220 nuclei familiari, e 2 253 famiglie residenti in città. La densità è di 892,4 persone per km². Sono presenti 4 477 unità abitative, con una densità di 430 per km². Il 97,40% della popolazione è bianca, gli afro-americani sono lo 0,48%, i nativi americani 0,38%, gli asiatici 0,52% e il restante 1,22% appartiene a diverse etnie.
Dei 4 220 nuclei familiari, il 26,3% ha figli di età inferiore a 18 anni che vivono con loro, il 37,0% sono coppie che vivono assieme, il 12,3% sono donne senza marito.
Il 22,4% della popolazione è composto da giovani sotto i 18 anni, il 7,9% dai 18 ai 24 anni, il 29,5% dai 25 ai 44 anni, il 27% dai 45 ai 69 anni, e il 9,1% da persone più anziane. L'età media è di 38 anni.

### La comunità italiana
A Barre si stabilì, a cavallo tra XIX e XX secolo, una comunità di immigrati italiani del Nord Italia (soprattutto Lombardia occidentale e Piemonte). Tra le persone di origine italiana nate a Barre si possono ricordare:
- Lena Giudici (1898-1995), avvocatessa e attivista.
- Charles Poletti (1903-2002), quarantaseiesimo Governatore dello Stato di New York.
- Walt Lanfranconi (1916-1986), giocatore di baseball.

## Governo
Il sindaco di Barre è Lucas Herring. Barre City ha una forma debole di governo, con sindaci in carica per due anni, con elezioni a marzo. La città è divisa in tre parti e ogni rione elegge due membri del consiglio comunale. I consiglieri sono eletti per due anni, quindi un consiglio di ogni parte è rieletto ogni marzo.
"Barre City" elegge anche un commesso a tempo pieno e tesoriere. L'attuale commesso e tesoriere è Carolyn S. Dawes.
La città di Barre ha un amministratore a tempo pieno. Steven Mackenzie, ex membro del consiglio comunale, detiene attualmente questa posizione.